# Wiège-Faty
Wiège-Faty és un municipi francès situat al departament de l'Aisne i a la regió dels Alts de França. L'any 2007 tenia 225 habitants.

## Demografia

### Població
El 2007 la població de fet de Wiège-Faty era de 225 persones. Hi havia 80 famílies de les quals 20 eren unipersonals (16 homes vivint sols i 4 dones vivint soles), 20 parelles sense fills, 32 parelles amb fills i 8 famílies monoparentals amb fills.
La població ha evolucionat segons el següent gràfic:
Habitants censats

### Habitatges
El 2007 hi havia 101 habitatges, 84 eren l'habitatge principal de la família, 4 eren segones residències i 13 estaven desocupats. 96 eren cases i 3 eren apartaments. Dels 84 habitatges principals, 72 estaven ocupats pels seus propietaris, 10 estaven llogats i ocupats pels llogaters i 2 estaven cedits a títol gratuït; 5 tenien dues cambres, 17 en tenien tres, 20 en tenien quatre i 42 en tenien cinc o més. 65 habitatges disposaven pel capbaix d'una plaça de pàrquing. A 47 habitatges hi havia un automòbil i a 32 n'hi havia dos o més.

### Piràmide de població
La piràmide de població per edats i sexe el 2009 era:
| Homes | Edats   | Dones |
| ----- | ------- | ----- |
| 0     | 95 o +  | 4     |
| 4     | 90 a 94 | 0     |
| 0     | 85 a 89 | 0     |
| 0     | 80 a 84 | 4     |
| 4     | 75 a 79 | 0     |
| 16    | 70 a 74 | 0     |
| 0     | 65 a 69 | 4     |
| 8     | 60 a 64 | 12    |
| 4     | 55 a 59 | 8     |
| 8     | 50 a 54 | 4     |
| 8     | 45 a 49 | 8     |
| 8     | 40 a 44 | 12    |
| 4     | 35 a 39 | 4     |
| 8     | 30 a 34 | 4     |
| 4     | 25 a 29 | 8     |
| 0     | 20 a 24 | 4     |
| 0     | 15 a 19 | 4     |
| 16    | 10 a 14 | 4     |
| 12    | 5 a 9   | 8     |
| 4     | 0 a 4   | 12    |

## Economia
El 2007 la població en edat de treballar era de 140 persones, 91 eren actives i 49 eren inactives. De les 91 persones actives 76 estaven ocupades (43 homes i 33 dones) i 16 estaven aturades (8 homes i 8 dones). De les 49 persones inactives 15 estaven jubilades, 13 estaven estudiant i 21 estaven classificades com a «altres inactius».

### Ingressos
El 2009 a Wiège-Faty hi havia 82 unitats fiscals que integraven 203 persones, la mediana anual d'ingressos fiscals per persona era de 13.597 €.

### Activitats econòmiques
Dels 5 establiments que hi havia el 2007, 1 era d'una empresa extractiva, 2 d'empreses de fabricació d'altres productes industrials, 1 d'una empresa de construcció i 1 d'una empresa de comerç i reparació d'automòbils.
Dels 2 establiments de servei als particulars que hi havia el 2009, 1 era un taller de reparació d'automòbils i de material agrícola i 1 paleta.
L'any 2000 a Wiège-Faty hi havia 9 explotacions agrícoles que ocupaven un total de 822 hectàrees.

## Poblacions més properes
El següent diagrama mostra les poblacions més properes.